# خانه وحشت
خانه وحشت یا به انگلیسی جاذبه تسخیر شده (انگلیسی: Haunted attraction) یک گونه از سرگرمی است و به مکان‌هایی گفته می‌شود که با هدف سرگرم‌کردن و ایجاد هیجان و ترس، یک محیط خاص و به شدت اغراق آمیز از لحاظ دکوراسیون، نورپردازی و بازیگرانی با گریم و پوشش عجیب و غریب را به همراه فعالیت‌های وحشت‌آفرین، در ازای دریافت پول، به روی مشتریان و اشخاص مشتاق باز می‌کند.
مفهوم خانه وحشت با خانه تسخیر شده یا خانه روح زده یکسان نیست و نباید آنها را اشتباه گرفت.
ورود به خانه‌های وحشت دارای استرس و وحشت زیاد، به افراد دارای مشکلات قلبی، افراد مبتلا به ناراحتی‌های اعصاب، صرع، خانم‌های باردار و افراد دارای مشکلات حرکتی توصیه نمی‌شود.
خانه وحشت یک خانه ظاهراً جن‌زده/تسخیر شده است که تجربیاتی ترسناک را برای مهمانان خود تهیه و تدارک دیده است، تجربیاتی به اندازه‌ای ترسناک که حتی برای تجربه بخش‌هایی از آن نیاز هست به امضای اسنادی خاص.
بعضی از خانه‌های وحشت همانند یک فیلم ترسناک حقیقی با حضور بازیگران واقعی هستند که با مارپیچی از معماهای عجیب و مسائل روانشناسانه، بازدیدکنندگان را هم درگیر خود می‌کنند، معمولاً در این نوع از خانه‌های وحشت، امکاناتی در نظر گرفته شده تا باعث تجدید روحیه حاضران شده و بعد از تحمل این همه استرس و وحشت، دوباره اعصاب متشنج آنها را آرام کند.
بعضی خانه‌های وحشت به اندازه‌ای ترسناک هستند که برگزار کنندگان به هر کسی اجازه‌ی تجربه آن را نداده و حتماً وضعیت سلامتی افراد را قبل از ورود مد نظر قرار می‌دهند. حتی اشاره شده که علاقه‌مندان حضور در این خانه‌های وحشت، حتماً باید از آمادگی فیزیکی کافی برخوردار باشند. به همین خاطر به نظر نمی‌رسد این نوع از خانه‌های وحشت، مناسب افرادی باشد که دچار ترس از تاریکی یا مکان‌های بسته هستند.
خانه‌های وحشت اگر کوچک باشند معمولاً در شهر بازی یا کنار آن فعالیت می‌کنند، و اگر بزرگ و دارای صحنه‌هایی در محیط باز باشند، معمولاً در مکانی خارج و دور از شهر بازی یا حتی اطراف شهر به فعالیت می‌پردازند.